# Faro del Gianicolo

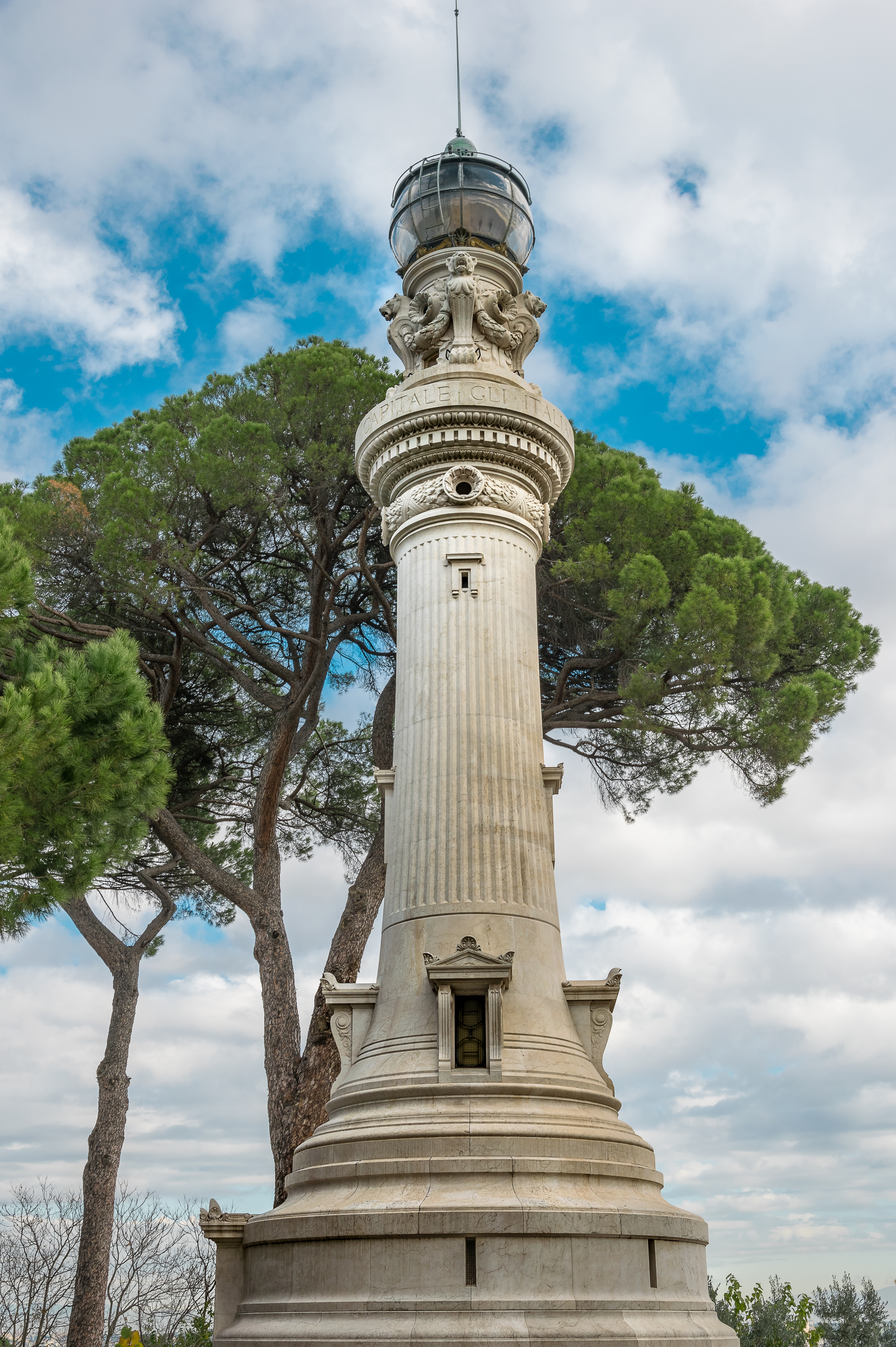
Der Leuchtturm Faro del Gianicolo

Der Leuchtturm Faro del Gianicolo befindet sich im Stadtteil Trastevere, auf dem Hügel Gianicolo, in Rom. Das Bauwerk wurde mit lombardischen Kalkstein gebaut und hat eine Höhe von 20 Metern. Auf der kreisrunden Basis ist eine Säule aufgesetzt, die eine gläserne Laterne trägt, aus der mit den italienischen Nationalfarben grün-weiß-rot in den Nachthimmel gestrahlt wird. Es dient nicht der Navigation.
Das Gebäude wurde im Jahr 1911, anlässlich des 50-jährigen Bestehens des italienischen Königreichs, vom Architekten Manfredo Manfredi, der im Auftrag nach Argentinien ausgewanderter Italiener handelte, entworfen und errichtet. Auf dem Kapitell der Säule ist die Widmungsinschrift der Stifter angebracht:
A ROMA CAPITALE - GLI ITALIANI D’ARGENTINA. MCMXI (Für die Hauptstadt Rom - die Italiener aus Argentinien. 1911).
Das Areal um das Gebäude wurde mit inoffizieller Billigung der örtlichen Polizei und Justiz bis vor einigen Jahren zur familiären Kommunikation zwischen Häftlingen, die im nahgelegenen Regina-Coeli-Gefängnis einsaßen und deren Angehörigen vom Leuchtturm mittels Lichtzeichen genutzt. Aus Sicherheitsgründen ist das Betreten des Bauwerks zurzeit nicht mehr möglich.